# Diecéze séeská
Diecéze séeská (lat. Dioecesis Sagiensis, franc. Diocèse de Séez) je francouzská římskokatolická diecéze. Leží na území departementu Orne, jehož hranice přesně kopíruje. Sídlo biskupství i katedrála Notre-Dame de Sées se nachází v Sées. Diecéze séeská je součástí rouenské církevní provincie.
Od 28. října 2010 je diecézním biskupem Jacques Habert.

## Historie
Biskupství bylo v Sées založeno v průběhu 3. století. V důsledku konkordátu z roku 1801 bylo 29. listopadu 1801 zrušeno biskupství v Lisieux, jehož území bylo včleněno do diecézí bayeuxské, évreuxské a séeské.
Na začátku 21. století je diecéze séeská sufragánní diecézí rouenské arcidiecéze.